# قائمة جهات المغرب حسب الدخل الفردي
| الترتيب | موقع الجهة على الخريطة | الجهة                      | الناتج الداخلي الإجمالي حسب الفرد بـالدرهــــــم 2014 |
| ------- | ---------------------- | -------------------------- | ----------------------------------------------------- |
| 1       |                        | جهة الداخلة وادي الذهب     | 64,312                                                |
| 2       |                        | جهة الدار البيضاء سطات     | 43,187                                                |
| 3       |                        | جهة العيون الساقية الحمراء | 35,584                                                |
| 4       |                        | جهة الرباط سلا القنيطرة    | 32,961                                                |
| 5       |                        | جهة كلميم واد نون          | 27,964                                                |
| 6       |                        | جهة طنجة تطوان الحسيمة     | 24,650                                                |
| 7       |                        | جهة سوس ماسة               | 22,848                                                |
| 8       |                        | جهة بني ملال خنيفرة        | 21,347                                                |
| 9       |                        | جهة فاس مكناس              | 20,498                                                |
| 10      |                        | جهة الشرق                  | 19,460                                                |
| 11      |                        | جهة مراكش آسفي             | 18,432                                                |
| 12      |                        | جهة درعة تافيلالت          | 15,122                                                |